# Albert Aldridge
Albert James Aldridge (* 4. August 1863 in Walsall; † 22. Juni 1891 in Birmingham) war ein englischer Fußballspieler. Der zweifache Nationalspieler gewann 1888 mit West Bromwich Albion den FA Cup und war für Aston Villa in der Football League aktiv.

## Karriere

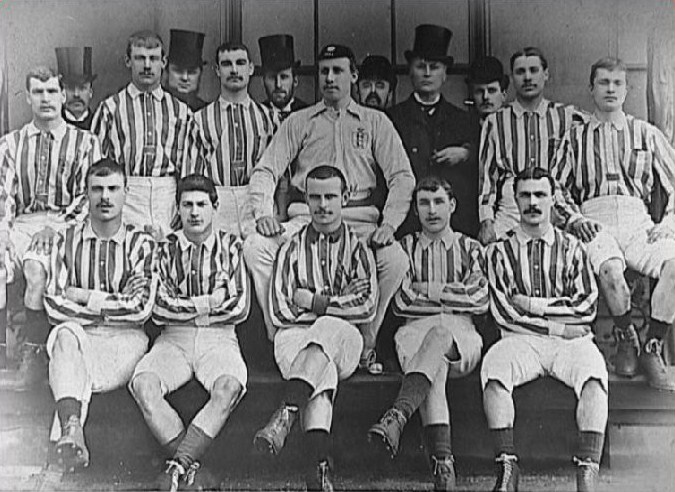
Die erfolgreich Pokalmannschaft von 1888, Aldridge hintere Reihe ganz links

Aldridge war ab 1881 oder 1882 bei den Walsall Swifts aktiv. Mit dem Klub erreichte der Verteidiger im FA Cup 1883/84 die vierte Runde und unterlag dort Notts County mit 0:4, im FA Cup 1885/86 schied er mit der Mannschaft gegen die Wolverhampton Wanderers in der dritten Runde aus. Zudem erreichte er mit den Walsall Swifts von 1884 bis 1886 drei Mal in Folge das Finale des Birmingham Senior Cups. Dabei erwies sich aber entweder Aston Villa (1884 0:4, 1885 0:2) oder West Bromwich Albion (1886 0:1 im Wiederholungsspiel) als zu stark. Die Partien gegen West Bromwich sollen auch für seinen kurz darauf erfolgten Wechsel zu eben jenem Klub entscheidend gewesen sein.
Nur wenige Tage vor dem Wiederholungsspiel hatte West Bromwich das FA-Cup-Finale 1886 gegen die Blackburn Rovers verloren. Albion gehörte auch die folgenden beiden Jahre mit dem auf beiden Verteidigerpositionen gleichermaßen einsetzbaren Aldridge, zu den führenden Klubs in England. Er bildete dabei zumeist mit Harry Green das Verteidigerpaar, so auch in den Finalspielen um den FA Cup im Londoner Kennington Oval in den Jahren 1887 und 1888. Während sich 1887 Aston Villa mit 2:0 im Pokalfinale durchsetzte, gelang West Bromwich ein Jahr später der erstmalige Gewinn des nationalen Pokalwettbewerbs. Im mit fast 20.000 Zuschauern restlos gefüllten Stadion wurde das favorisierte Preston North End mit 2:1 besiegt. Das Ipswich Journal urteilte über den Beitrag der beiden Albion-Verteidiger im Finale: „Es kann nicht genug Lob an Green und Aldridge gegeben werden, die großartig verteidigten und die hauptursächlich dafür waren, dass Preston es verpasste auszugleichen.“ Mit West Bromwich stand Aldridge auch zwei weitere Male im Finale des Birmingham Senior Cups, aber auch diese beiden Partien endeten in Niederlagen (1887 0:1 gegen die Long Eaton Rangers, 1888 2:3 gegen Aston Villa).
Im April 1888 spielte er gemeinsam mit zwei Mannschaftskameraden – Torhüter Bob Roberts und Rechtsaußen Billy Bassett – erstmals für das englische Nationalteam. Das Länderspiel gegen Irland im Ulster Cricket Ground von Belfast gewannen die favorisierten Engländer mit 5:1, Aldridge hatte in der Partie mit Percy Walters das Verteidigerpaar gebildet. Im Sommer 1888 kehrte er nach Walsall zurück, dort hatten sich die beiden führenden Klubs, die Swifts und Walsall Town, zum Walsall Town Swifts zusammengeschlossen. Der Klub spielte in der neu geschaffenen Liga The Combination, die aus Mannschaften bestand, die nicht in die Football League aufgenommen wurden. Da die Liga dezentral organisiert war und jeder Klub seinen Spielplan selber organisieren sollte, war der Spielklasse kein Erfolg beschieden und diese wurde schließlich im April 1889 eingestellt. Aldridge hatte den Großteil des Spieljahres mit Alf Jones das Verteidigerpaar gebildet.
Knapp ein Jahr nach seinem Länderspieldebüt kam Aldridge im März 1889 erneut gegen Irland zu seinem zweiten Länderspieleinsatz. Das Nationalteam war stark verändert, weil parallel zum Länderspiel das Viertelfinale des FA Cups stattfand und so zahlreiche Spitzenspieler nicht zur Verfügung standen. Neben Aldridge konnte nur Joe Lofthouse bereits Länderspieleinsätze vorweisen. Dennoch war auch in dieser Partie das englische Team klar überlegen und gewann die Partie an der Anfield Road von Liverpool mit 6:1. Dabei wurde Aldridge nach Alf Jones der zweite und zugleich letzte englische Nationalspieler, der zum Zeitpunkt seines Einsatzes bei einem Klub aus Walsall aktiv war. Daneben wurde Aldridge auch wiederholt für prestigeträchtige Auswahlspiele der Fußballverbände von Walsall und Birmingham berufen. So spielte er unter anderem für Birmingham im August 1888 gegen Aston Villa (Endstand 0:1) im Dezember 1888 gegen London (Endstand 5:0) und im Februar 1889 gegen Derbyshire (Endstand 0:1).
Bereits im April 1889 wurde er von dem in der Football League spielenden Birminghamer Klub Aston Villa verpflichtet, bis zum Beginn der Saison 1889/90 folgten mit Thomas Clarkson und Frederick Gray zwei weitere Walsall-Mannschaftskameraden. Seinen ersten Auftritt für Aston Villa hatte Aldridge in einem Freundschaftsspiel gegen den schottischen Amateurklub FC Queen’s Park, der zu den stärksten britischen Klubs zählte, die Partie endete mit einer 2:6-Niederlage. In der Football League bestritt er im Saisonverlauf 17 von 22 Saisonspielen, kam allerdings nach dem Jahreswechsel zu keinem Pflichtspieleinsatz mehr für die erste Mannschaft. Das Verteidigerpaar hatte er mit Gershom Cox oder Frank Coulton gebildet, der Klub vermied als Tabellenachter knapp die Notwendigkeit sich zur Wiederwahl stellen zu müssen.
Im März 1890 hatte er einen Auftritt in einem „Theater-Fußballspiel“, auf der Gegenseite stand eine 18 Darsteller umfassende Gruppe des „Prince of Wales’s  Theatre and Ohmy’s Circus“, die unter anderem ihr eigenes Tor mit einem zusätzlichen Netz sicherten. Nach etwas mehr als einer viertel Stunde Spielzeit musste die in Villas Stadion Perry Barr ausgetragene Benefizveranstaltung nach zweimaligem Platzsturm durch Zuschauer abgebrochen werden. Seinen womöglich letzten Auftritt als Fußballspieler hatte Aldridge im April 1890 im Reserveteam gegen Brierley Hill Alliance, dabei sollen gesundheitliche Probleme augenscheinlich geworden sein. Ein Korrespondent umschrieb die Leistungen Aldridges im August 1890 folgendermaßen: „seine abschließenden Auftritte letztes Jahr waren charakterisiert von Symptomen nachlassender Fußball-Berühmtheit“. Aldridge gehörte zwar auch zur Saison 1890/91 zum Aufgebot, trat für Aston Villa aber nicht mehr in Erscheinung.
Aldridge verstarb 27-jährig am 22. Juni 1891 in Birmingham, mutmaßlich an Tuberkulose. In einem Nachruf wurde über ihn notiert: „Aldridge war einer der vornehmsten als auch einer der geschicktesten Vertreter des Spiels, der jemals einen Ball anstupste, und seine Beliebtheit unter Spielern wie auch Zuschauern kam durch die komplette Abwesenheit auch nur eines Anflugs von rohen oder unfairen Taktiken in seinem Spiel.“ In einer 15 Jahre nach seinem Tod herausgegebenen Vereinsschrift wurde seine Spielweise folgendermaßen charakterisiert: „Ein hartnäckiger, furchtloser Verteidiger, zuverlässig im Nahkampf, mit Augenblicken von wirklicher Brillanz im offenen Feld. Je härter das Gerangel, desto besser spielte er.“